# Universitat de Lviv
La Universitat Nacional Ivan Frankó de Lviv (en ucraïnès: Льві́вський націона́льний університе́т і́мені Іва́на Франка́; romanització: Lvívskyi natsionálnyi universytét ímeni Ivána Franká), és una universitat pública situada a la ciutat de Lviv, a Ucraïna. És una de les universitats més importants del país, a més de ser una de les universitats més antigues d'Europa.

## Història

### Fundació
La universitat va ser fundada el 20 de gener del 1661, quan el rei Joan II Casimir Vasa de Polònia va permetre que el jesuïta del col·legi de la ciutat, fundat el 1608, pogués impartir classes oficialment. Els jesuïtes havien tractat de crear la universitat abans, el 1589, però no van tenir èxit. Les autoritats de la Universitat Jagellònica de Cracòvia no volien un rival i van aconseguir prohibir que els jesuïtes creessin una universitat que els fes competència.
El rei Joan II Casimir li va atorgar el diploma en Częstochowa, el 5 de febrer del 1661. La creació de la universitat també es va estipular al Tractat de Hàdiatx (1658). Un dels seus articles va declarar que una acadèmia de Rutènia s'anava a crear a Kíiv i una altra a Lviv.
El 1758 el rei Frederic August II de Saxònia va establir els dos primers departaments de la universitat: teologia i filosofia.

### Imperi Austrohongarès
El 1772, Lviv va ser annexionada a Àustria, amb motiu del Repartiment de Polònia. El 1784, l'emperador Josep II del Sacre Imperi Romanogermànic va fundar una universitat secular. Va remodelar l'edifici i va obligar a instaurar l'idioma alemany com l'oficial a l'interior del complex universitari. També es van ampliar els departaments a quatre, afegint dret i medicina.
Durant les Revolucions de 1848, els estudiants de la universitat van demanar que fos polonizada. El govern de Viena es va negar i van enviar a diverses tropes que van atacar als estudiants que s'havien revoltat. Més tard, la universitat va estar tancada fins al 1850.
L'idioma polonès i ucraïnès van passar a ser els oficials a la universitat. A la fi del segle xix, Ivan Frankó va estudiar en aquesta universitat. Més tard, el 1991, el nom de la Universitat va ser canviat en el seu honor.

### Segona República Polonesa
A partir de 1919 fins a setembre de 1939, Lviv pertanyia a la Segona República Polonesa, la universitat era coneguda com la Universitat de Jan Kazimierz (en polonès: Uniwersytet Jana Kazimierza) en honor del seu fundador el rei Joan II Casimir Vasa.
Va ser el tercer major centre acadèmic del país (després de la Universitat de Varsòvia i la Universitat Jagellònica de Cracòvia). El primer rector de la universitat durant la Segona República de Polònia va ser el famós poeta Jan Kasprowicz. El 1924 el Departament de Filosofia va ser dividida en dues subdepartamentos: humanitats i ciències.

### RSS d'Ucraïna
Al juliol de 1941, en la Segona Guerra Mundial, 25 professors i alumnes van ser massacrats per l'Alemanya Nazi. El 1944, quan l'Exèrcit Roig va entrar a Lviv, al costat de la Armia Krajowa polonesa, van expulsar els alemanys de la ciutat i va tornar a obrir-se. Així i tot, la Universitat de Lviv va passar de ser de Polònia per a pertànyer a la Unió Soviètica. En l'actualitat, i després del dissolució de l'URSS, la Universitat de Lviv va passar a formar part d'Ucraïna.

## Alumnes notables

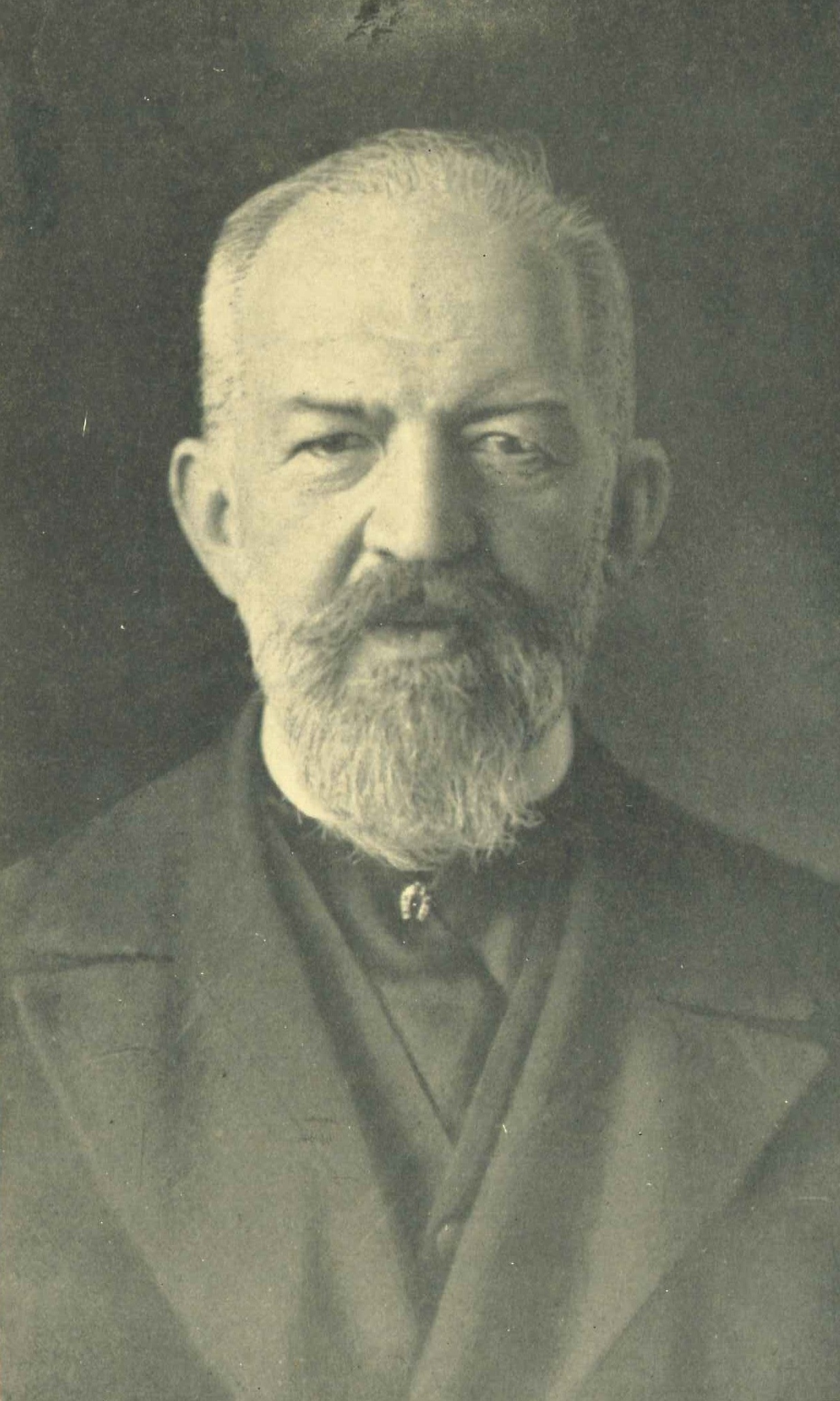
Kazimierz Twardowski va ser professor de la Universitat de Lviv.